# Joint Electronics Type Designation System
Объединенная система обозначения типов электроники (англ. Joint Electronics Type Designation System, JETDS, ранее также известная как Joint Army-Navy Nomenclature System, AN System; Joint Communications-Electronics Nomenclature System) — система обозначений, разработанная Военным министерством США во время Второй мировой войны. Служит для несекретного обозначения электронного оборудования военного назначения. Подробно описана в военном стандарте MIL-STD-196.
Не подлежат присваиванию подобных обозначений компьютерные программы и коммерческие виды электроники, не модифицируемые специально под военные требования.

## Использование

### Система
По системе JETDS комплексу или прибору присваивается последовательность букв и цифр, начинающаяся с префикса AN/. За ним следует три буквы, дефис, номер и, изредка, дополнительные, необязательные буквы. В тройке букв кодируется место для использования оборудования, его принцип действия и его задачи. Например, AN/PRC-77 — это портативное (Portable) радио (Radio), используемое для двухсторонней связи (Communications), отсюда сокращение PRC. Номер для каждого типа присваивается последовательно, так что большие номера соответствуют более современным системам.
Далее перечислены расшифровки для трехбуквенных кодов:

#### Первая буква: место установки
- A — Piloted Aircraft — пилотируемая авиация
- B — Underwater Mobile (submarine) — для подводных лодок
- C — Cryptographic Equipment — криптографическое оборудование, только для NSA
- D — Pilotless Carrier (drone, UAV) — беспилотный летательный аппарат (БПЛА)
- F — Fixed Ground — стационарные наземные установки
- G — General Ground Use — универсальные наземные
- K — Amphibious — для амфибий
- M — Ground Mobile — наземные подвижные платформы
- P — Human Portable — портативные (носимые)
- S — Water (surface ship) — корабельное оборудование
- T — Transportable (ground) — транспортируемое оборудование
- U — General Utility (multi use) — универсальное
- V — Vehicle (ground) — для установки на самоходные наземные платформы
- W — Water Surface and Underwater combined — оборудование кораблей и подводных лодок
- Z — Piloted/Pilotless Airborne vehicles combined — оборудование пилотируемой и беспилотной авиации

#### Вторая буква: тип оборудование
- A — Invisible Light, Heat Radiation — невидимый свет, тепловое изучение (например, ИК)
- B — Comsec — безопасность связи (только для NSA)
- C — Carrier — несущая (электромагнитные волны или сигналы)
- D — Radiac — радиация (детекторы радиоактивности, идентификация источников, вычисления)
- E — Laser — лазеры (ранее — NUPAC, Nuclear Protection & Control — ядерная защита и контроль)
- F — Fiber Optics — оптоволоконные технологии (ранее — фотографические приборы)
- G — Telegraph/Teletype — телеграф и телетайп
- I — Interphone and Public Address -
- J — Electromechanical or inertial wire covered — электромагнитные приборы
- K — Telemetering — телеметрия
- L — Countermeasures — системы противодействия
- M — Meteorological — метеорология
- N — Sound in Air — звуковые волны в воздухе
- P — Radar — радары
- Q — Sonar/Underwater Sound — сонары и звуковые волны в воде
- R — Radio — радиооборудование
- S — Special/Combination — специальные приборы либо комбинация
- T — Telephone (Wire) — проводная телефония
- V — Visual, Visible Light — видимый свет
- W — Armament (not otherwise covered)
- X — Fax or Television — факс и ТВ-системы
- Y — Data Processing — обработка данных
- Z — Communications — связь (только для NSA)

#### Третья буква: задачи
- A — Auxiliary Assembly — вспомогательная сборка
- B — Bombing — бомбардировочное оборудование
- C — Communications — связь (двунаправленная)
- D — Direction Finding, Reconnaissance and Surveillance — обнаружение направлений и разведка
- E — Ejection and/or Release -
- G — Fire Control or Searchlight Directing — управление огнём
- H — Recording and/or Reproducing — запись и воспроизведение
- K — Computing — вычислительные приборы
- L — не используется, ранее — Searchlight Control, сейчас входит в «G».
- M — Maintenance or Test — обслуживание и тестирование
- N — Navigation Aid — помощь в навигации
- P — не используется, ранее — Reproducing, сейчас входит в «H»
- Q — Special or Combination — специальные или комбинация
- R — Receiving or Passive Detecting — прием или пассивное обнаружение
- S — Detecting, Range and Bearing, Search -
- T — Transmitting — передача
- W — Automatic Flight or Remote Control — автоматизация полета или удаленное управление
- X — Identification or Recognition — идентификация и распознавание
- Y — Surveillance (target detecting and tracking) and Control (fire control and/or air control)
- Z — Secure (NSA use only)

#### Вариации и тренировочные комплексы
Суффикс после кода в виде буквы «(V)» с последовательным номером обозначает конкретную аппаратную реализацию исходного комплекса.
Суффикс «(T)» обозначает тренировочные системы и комплексы.
Например, AN/ABC-1(V)4 является 4-м вариантом комплекса AN/ABC-1.

## История
- The US government’s BINCS database currently assignes CAGE code 80058 to JETDS items.
- The US government’s system for input of Form DD-61 Request for Nomenclature is the Joint Electronic Type Designation Automated System (JETDAS).